# Влюблённое сердце
«Влюблённое сердце» (хинди दिल तेरा आशिक़, Dil Tera Aashiq) — индийская романтическая комедия, снятая на языке хинди и вышедшая в прокат в Индии 22 октября 1993 году.

## Сюжет
Чаудхари Ранбир Сингх (Анупам Кхер) — богатый холостяк, воспитывающий троих детей своей умершей сестры, когда-то вышедшей замуж за бедняка вопреки воле брата. Для племянников он нанимает одну няню за другой, но дети делают все, чтобы выжить своих воспитательниц из дома. Сингх снова находится в поисках няни, которая должна быть немолода и опытна.
Молодая учительница танцев Сония (Мадхури Дикшит) срочно должна найти ещё одну работу, чтобы помочь своей больной матери. Узнав о требованиях Сингха, она выдаёт себя за пожилую женщину по имени Савитри и получает место няни. Тем временем старший племянник Сингха Виджай (Салман Хан), ставший уже молодым юношей и не нуждающийся в воспитательнице, устраивается на работу в танцевальную школу, где знакомится с Сонией и влюбляется в неё. Его дядя тоже без памяти влюблён в Савитри.